# Teléfono descompuesto
El teléfono descompuesto es un juego en el cual los participantes se divierten al escuchar cómo un mensaje se va distorsionando al ser transmitido a lo largo de una cadena de oyentes. Cambiar el contenido del mensaje a propósito es considerado hacer trampa. La longitud del mensaje puede variar desde una sola frase hasta una breve historia.
Los participantes se alinean hombro con hombro, ya sea en pie o sentados; esta formación representa la línea telefónica. Una vez que los participantes han encontrado su lugar, el participante que se encuentra al principio de la línea susurra un mensaje en forma de frase u oración; comúnmente es el adulto que organiza el juego quien dice el mensaje inicial, pero puede ser el mismo primer participante a quien se le ocurra el mensaje que va a ser transmitido.
Quien haya oído el mensaje inicialmente se lo comunica en igual forma a quien está a su lado, y así, de manera consecutiva, el receptor del mensaje murmura el mensaje a quien le sigue en la línea de modo que el mensaje llegue hasta el otro extremo, o sea, al último participante. El mensaje, por haber sido murmurado, se torna un tanto indistinguible, lo que es parte esencial del juego, pues el mensaje no puede ser repetido.
El último jugador dice en voz alta, para que todos los participantes puedan oírlo, el contenido de la comunicación tal como ha llegado hasta él, la cual puede haber quedado tan distorsionada respecto al mensaje original que puede resultar graciosa al compararla con dicho mensaje original.
No hay un límite establecido de cuantas personas puedan jugar, pero quizá un mínimo de 4 o 5 personas sean necesarias para el inicio del juego.
El juego es conocido con distintos nombres:

En Europa:

 Alemania: stille Post (correo silencioso).

 Italia: Telefono senza fili.

 Polonia: Głuchy telefon.

 España: Teléfono escacharrado, 'escacharrao', estropeado, interrumpido, loco o roto. También se ha llamado 'mensaje estropeado'.

 Reino Unido: Chinese whispers (susurros chinos).

 Francia: Téléphone arabe.

 Noruega: Hviskeleken (el juego de susurros)

 Finlandia: Rikkinäinen puhelin (el teléfono roto)

En América:

 Argentina: Teléfono descompuesto.

 Colombia: Teléfono roto.

 Uruguay: Teléfono descompuesto.

 Estados Unidos: Solo como Telephone o The telephone game.

 Chile: Solo como Teléfono o El juego del teléfono.

 Brasil: Telefone sem fio (teléfono inalámbrico).

 Costa Rica: Teléfono chocho.

 Ecuador: Teléfono descompuesto.

 México: Teléfono descompuesto.

 Perú: Teléfono malogrado.

 Panamá: Telefonito.

 Paraguay: Teléfono cortado.

 Venezuela: Telefonito, El chismoso, o simplemente como Teléfono o El juego del teléfono.

En el resto de países americanos de habla española es conocido como Teléfono descompuesto.